# 宗義真
宗義真（日语：／ Sō Yoshizane，1639年12月12日—1702年8月29日），日本江戶時代初期至中期的大名、對馬府中藩第3代藩主。
宗義真是第2代藩主宗義成的長子。1657年（明曆3年）父親去世後繼承家督之位。在任期間，任用大浦光友整理債務，同時擴大對朝鮮的貿易。1664年（寬文4年）實行檢地，將地方知行制改為藏前知行制，實施均田制，完成了稅制改革、新田開發、對馬銀山產量增加、城下町及府中港的整理和擴大、創立藩校等政績，鞏固了藩政基礎。在任期間，構築了對馬藩的全盛時期。1671年（寬文12年），完成了連結對馬島東西兩岸的運河大船越瀨戶的挖掘。1689年（元祿2年），儒學者雨森芳洲出仕於對馬藩。
急速的改革（尤其是知行制度改革）引起了家臣們的不滿，他被迫做出妥協，於1665年（寬文5年）將大浦光友處決。1692年（元祿5年）讓位給次子宗義倫並隱居，但仍掌握實權。晚年因對朝鮮貿易的收入減少，藩政再度陷入困難，1699年（元祿12年），為了重建財政，他對家臣進行知行借上。
宗義倫去世後，他立第四子宗義方為家督，繼續執掌藩政。1702年（元祿15年）去世，享年64歲。